# しもにたバス

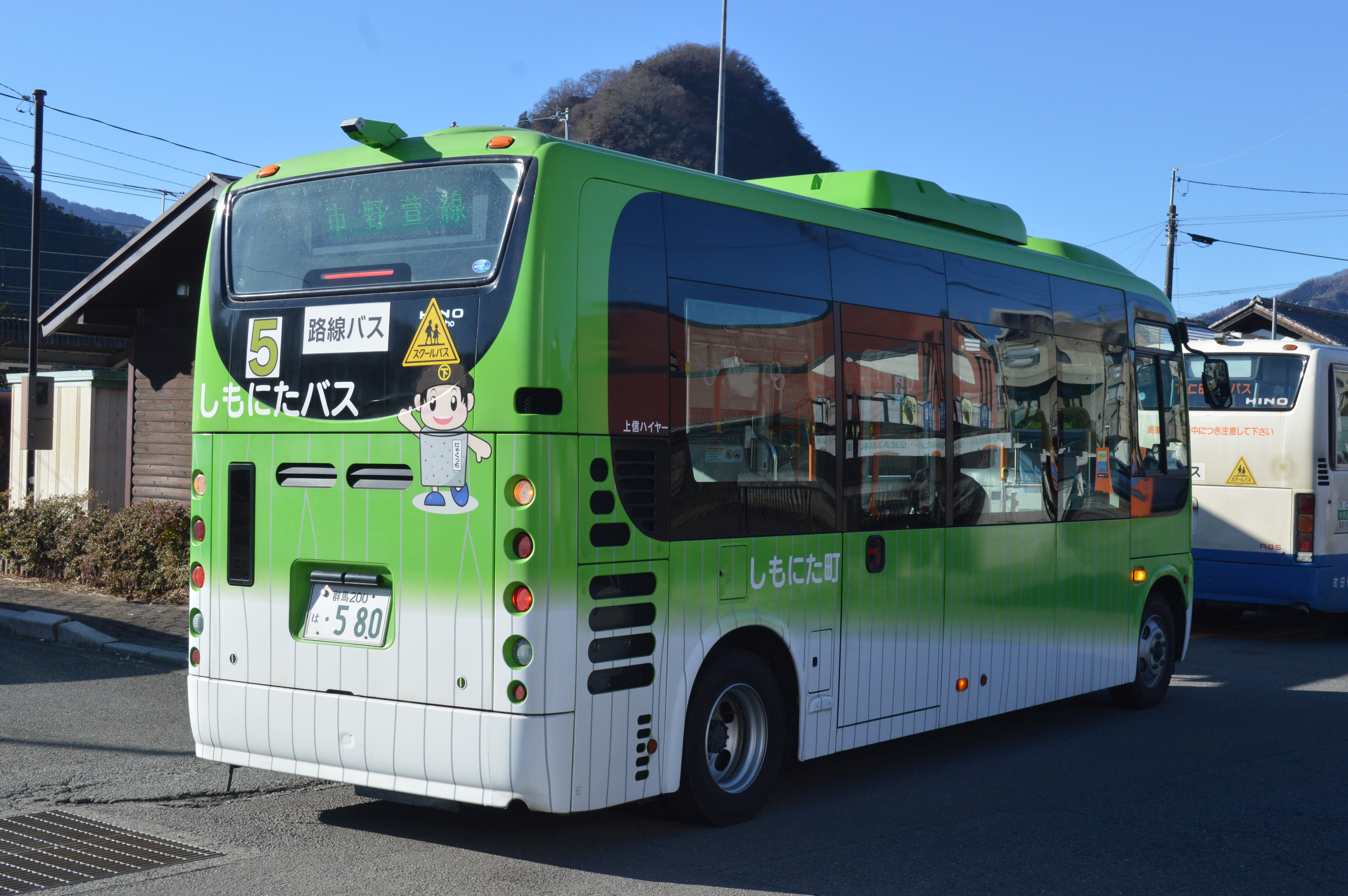
しもにたバス

しもにたバスは、群馬県甘楽郡下仁田町が運行するコミュニティバス（自治体バス）である。町が保有する自家用自動車を使用した自家用有償旅客運送である。運行業務は上信ハイヤーへ委託している。町内に所在する荒船風穴から荒船風穴号（あらふねふうけつごう）の愛称が付けられている。

## 運行内容
- 運賃は、大人200円、子供（小学生）100円。
- 平日6時半～8時半と15時～18時半はスクールバスとして運行する。通学の児童生徒が優先だが、一般客も無料で乗車可能。

## 現行路線

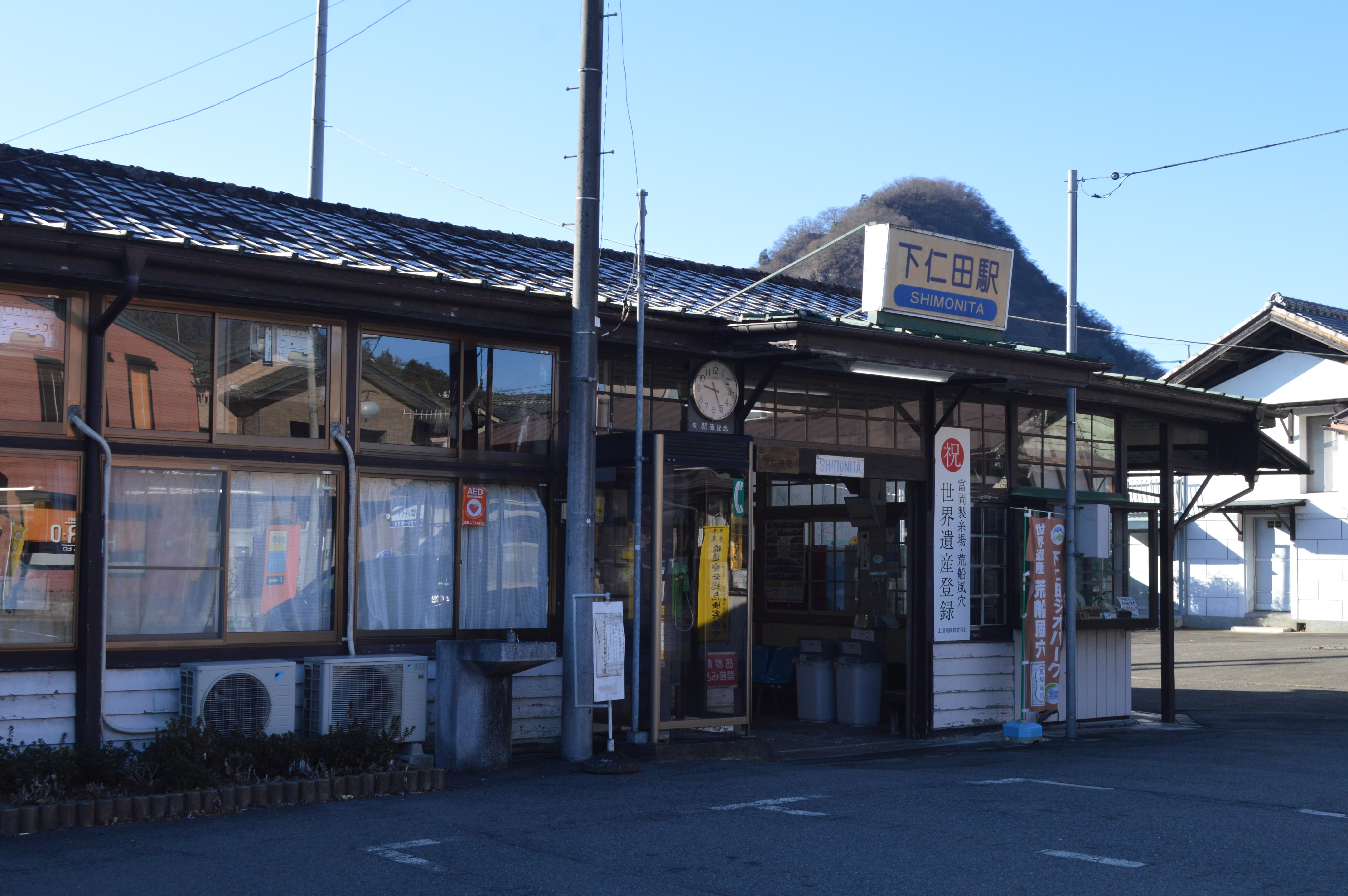
各路線の拠点となる下仁田駅

### 馬山線
- 下仁田駅 - 下高前 - 旧馬山小前 - （上蒔田） - 上鎌田

### 馬山線蒔田経由
- 下仁田駅 - 上町 - 上蒔田 - 旧馬山小前
  - 土休日運休。スクールバスのみ運転。

### 中之岳線
- 下仁田駅 - 滑 - 広河原 - 四ツ家上

### 初鳥屋線
- 下仁田駅 - 滑 - 本宿 - 大栗 - 初鳥屋

### 市野萱線
- 下仁田駅 - 滑 - 本宿 - 中平 - 市野萱

### 青倉線
- 下仁田駅 - 上町 - （宮室） - 小河原 - 坊主渕
  - 宮室は平日の下り夕・上り朝のみ経由。

## 車両
町が保有する専用ラッピング（白ナンバー）のトヨタ・ハイエースを使用する。